# Landelin
Landelin, lateinisch Landelinus, oder Landolin, lateinisch Landolinus, ist ein männlicher Vorname.

## Namensträger
- Landelinus, möglicherweise Metallhandwerker in der 2. Hälfte des 6. Jahrhunderts in Burgund tätig
- Landelin von Ettenheimmünster, heiliggesprochener Einsiedler, Mönch, Missionar und Märtyrer im 7. Jahrhundert
- Landelin von Crespin, heiliggesprochener Klostergründer und Abt im 7. Jahrhundert
- Landolin Ohnmacht (1760–1834), deutscher Bildhauer
- Landolin Winterer (1832–1911), deutscher katholischer Geistlicher, Reichstagsabgeordneter für Elsaß-Lothringen